# Villa Rumpf

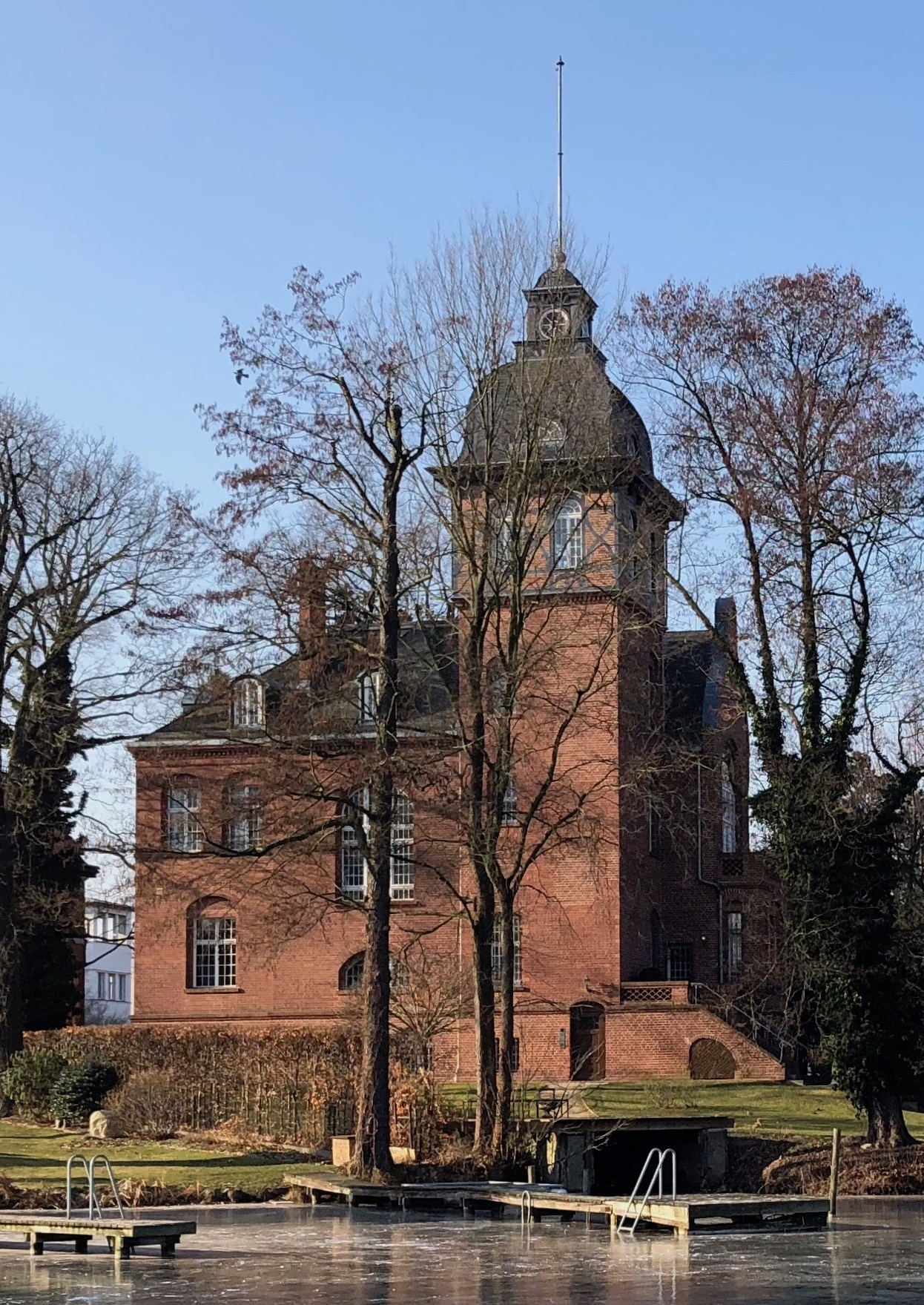
Villa Rumpf von der Seeseite aus gesehen

Die Villa Rumpf in der Ludwig-Richter-Straße 17 in Potsdam mit Gartenanlage, Pavillon und straßenseitiger Einfriedung befindet sich direkt am Heiligen See. Sie steht unter Denkmalschutz. Im Auftrag des aus Würzburg zugezogenen Kunstmalers Fritz Rumpf wurde die Turmvilla aus rotem Backstein 1894/95 im Stil des holländischen Neobarocks erbaut. Den Entwurf des Berliner Gartenarchitekten Gustav Meyer führte der Maurermeister Emil Lilie aus. Den sechseckigen Gartenpavillon errichtete 1900 der Zimmermeister Ferdinand Krüger mit gedrehten Holzsäulen, die den Säulen des Altarbaldachins im Petersdom von Rom nachempfunden sind. Ein Turm mit glockenförmig gestalteter Haube befindet sich auf der Seeseite und nimmt Bezug auf die Torhäuser im Neuen Garten; die geschweiften Giebel ähneln denen im Holländischen Etablissement.

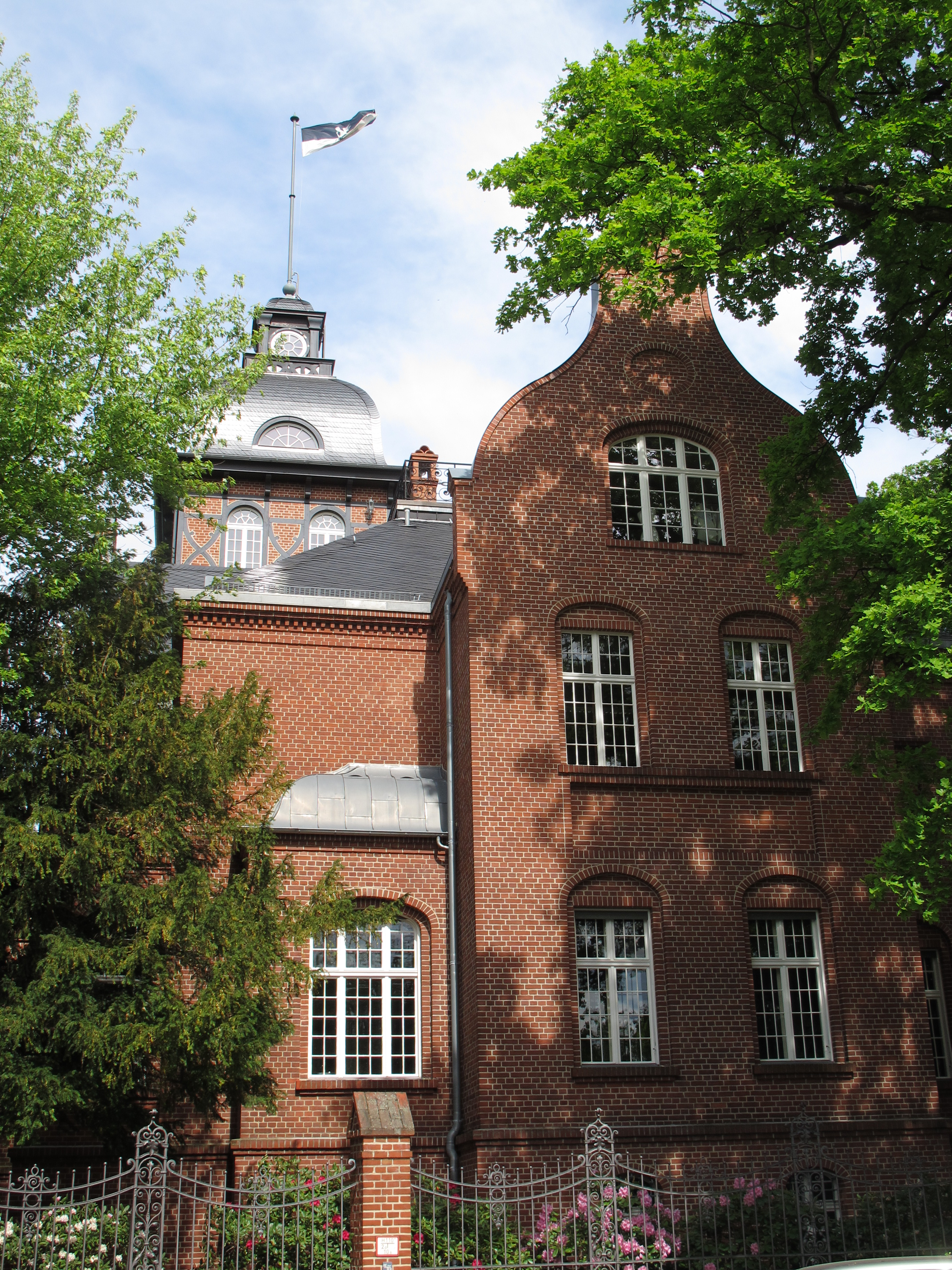
Villa Rumpf von der Straßenseite

Die Villa blieb bis 1945 im Besitz der Familie. Ende des Zweiten Weltkriegs brannte die Villa aus und wurde nicht im ursprünglichen Zustand wiederhergestellt. Die Rote Armee beschlagnahmte die Villa und überließ sie der französischen Militärverbindungskommission (MVM), die aber in die Villa Seestraße 41 umzog. So nutzten Künstler und Filmschaffende die Wohnruine. Bis zum Jahr 2000 wohnte der Potsdamer Künstler Peter Wilde in dem Gebäude. Er lebte zunächst in einem Dachzimmer und restaurierte das Gebäude Stück für Stück. Von allen Gegenständen musste eine Rußschicht entfernt werden, eine Folge des Brandes von 1945. Bis zum Auszug wohnten und arbeiteten ebenfalls im Gebäude die Künstler  Alfred Schmidt, Christian Heinze, Manfred Nitsche und Monika Schulz-Fieguth und der Regisseur Kurt Tetzlaff. Im Jahr 2000 erwarb Wolfgang Joop die Liegenschaft per Zwangsversteigerung für 4,85 Millionen D-Mark. Er ließ die Villa aufwendig kernsanieren und nutzte sie bis 2016 als Betriebsstätte für sein Modelabel Wunderkind. Seit 2016 befindet sich die Villa im Besitz einer deutsch-amerikanischen Familie.
Bilder zur ursprünglichen Inneneinrichtung der Villa Rumpf finden sich u. a. in der Festschrift für die Ehefrau von Fritz Rumpf mit dem Titel: Margarethe Rumpf (* 8. März 1862) geborene Gatterer. Zum 100. Geburtstag am 8. März 1962. Privatdruck: Bremerhaven 1962, sowie im Buch seiner Tochter Gertraut Hofstetter: Aus dem Leben meines Vaters. In: Erinnerungen an Fritz Rumpf (1856–1927). Zum 100. Geburtstag am 16. Februar 1956. Hrsg. von Gerhard Rumpf, Bremerhaven 1956 und Aufsatz seiner Schwiegertochter, der Ehefrau seines ältesten Sohnes Friedrich Karl Georg (1888–1949) (auch der jüngere Fritz Rumpf genannt) Marianne Rumpf mit dem Titel: Fritz Rumpf – Leben und Werk im Überblick.